# Max Burgers
Max Burgers AB – szwedzka sieć restauracji, mająca ponad 150 oddziałów. Drugi co do wielkości fast food w Szwecji. 
Firma została założona w 1968 roku w Gällivare przez Brittę Fredriksson i Curta Bergforsa. Siedziba mieści się w Luleå w północnej Szwecji, część zarządu rezyduje w Sztokholmie. MAX jest prowadzony przez rodzinę Bergfors wraz z Richardem i Christofferem Bergfors jako CEO i zastępcą CEO, ich ojciec Curt Bergfors był prezesem zarządu. Obrót w roku 2019 wyniósł 3,8 miliarda koron. Ma około 6 tys. pracowników. Wszystkie restauracje posiadają bezpłatne wi-fi. Restauracja w Visby otworzyła pierwszy bike-in na świecie, drive-in dla rowerów. W Polsce istnieje 25 restauracji.